# Emma Lunder
Emma Lunder, née le 2 septembre 1991 à Vancouver, est une biathlète canadienne.

## Biographie

### Carrière sportive
Elle s'entraîne à son club local de Canmore, ville où elle emménage après avoir regardé les Jeux olympiques de Vancouver en 2010, et fait alors du biathlon sa priorité. Emma Lunder débute au niveau international sénior au cours de la saison 2012-2013. Lors de la saison suivante, elle est conviée à l'étape de Coupe du monde à Pokljuka, où elle obtient la trentième place au sprint, marquant ainsi ses premiers points. En 2014-2015, malgré une blessure au pouce qui l'oblige à adapter sa technique au tir, elle signe son premier podium en IBU Cup avec une deuxième place sur le sprint de Canmore. Après deux saisons sans marquer de point en Coupe du monde, elle termine 21e de l'individuel à Antholz en janvier 2017, avant de prendre part à ses premiers championnats du monde à Hochfilzen.
Elle participe aux Jeux olympiques d'hiver de 2018, où elle se classe 54e de l'individuel et du sprint, 53e de la poursuite et 10e du relais. En fin de saison 2018-2019, elle termine neuvième du sprint d'Oslo, son premier top dix en Coupe du monde.
En janvier 2020, elle obtient sa meilleure performance individuelle en terminant 7e du sprint d'Oberhof. Deux semaines plus tard à Pokljuka, elle manque de peu le podium du relais simple mixte (4e place) avec Christian Gow.
Emma Lunder poursuit sa progression en effectuant un bon début de saison 2020-2021, signant notamment deux top 10 (9e de la poursuite de Kontiolahti, et 10e de celle d'Hochfilzen), ce qui lui permet de pointer à la 16e place du classement général à la trêve de Noël. Ses performances sont plus irrégulières en janvier où son meilleur résultat est une quinzième place (mass-start à Antholz).
Aux Championnats du monde 2021 à Pokljuka en février, elle se classe 42e du sprint, 20e de la poursuite, 22e de l'individuel et 17e de la Mass-start. Elle éprouve ensuite de grandes difficultés au mois de mars, ne parvenant pas à marquer le moindre point lors des trois dernières étapes. Elle termine malgré tout au 26e rang du classement général de la Coupe du monde 2020-2021, le meilleur classement final de sa carrière.
Elle arrête sa carrière à la fin de la saison 2024-2025.

### En dehors du biathlon
En dehors du sport, elle a travaillé à Starbucks pour financer la pratique du biathlon et été volontaire à la banque alimentaire à Canmore. Elle a pour petit ami le biathlète Christian Gow.

## Palmarès

### Jeux olympiques d'hiver
| Épreuve / Édition                | Individuel | Sprint | Poursuite | Départ en masse | Relais | Relais mixte |
| Jeux olympiques 2018 Pyeongchang | 54e        | 54e    | 53e       | —               | 10e    | —            |

- — : N'a pas participé à l'épreuve.

### Championnats du monde
| Édition / Épreuve       | Individuel | Sprint | Poursuite | Mass start | Relais | Relais mixte | Relais mixte simple              |
| ----------------------- | ---------- | ------ | --------- | ---------- | ------ | ------------ | -------------------------------- |
| Hochfilzen 2017         | 64e        | 84e    | —         | —          | 16e    | —            | Épreuve inexistante à cette date |
| Östersund 2019          | 26e        | 51e    | LAP       | —          | 14e    | —            | 15e                              |
| Antholz-Anterselva 2020 | 35e        | 35e    | 41e       | —          | 9e     | 14e          | 8e                               |
| Pokljuka 2021           | 22e        | 42e    | 20e       | 17e        | 16e    | 8e           | 8e                               |
| Oberhof 2023            | —          | 54e    | 28e       | —          | —      | —            | 8e                               |
| Nové Město 2024         | 41e        | 69e    | —         | —          | 12e    | 21e          | 13e                              |
| Lenzerheide 2025        | 54e        | 25e    | 27e       | —          | 20e    | 20e          | 18e                              |

### Coupe du monde
- Meilleur classement général : 26e en 2021.
- Meilleure performance individuelle : 4e.

#### Classements en Coupe du monde
| Saison    | Classement général final | Individuel | Sprint | Poursuite | Mass start |
| 2013-2014 | 92e                      |            | 81e    | nc        |            |
| 2014-2015 | nc                       |            | nc     |           |            |
| 2015-2016 | nc                       |            | nc     |           |            |
| 2016-2017 | 87e                      | 44e        | nc     | nc        |            |
| 2017-2018 | 65e                      | nc         | 81e    | 48e       | 48e        |
| 2018-2019 | 52e                      | 50e        | 46e    | 61e       | 46e        |
| 2019-2020 | 34e                      | 29e        | 37e    | 41e       | 25e        |
| 2020-2021 | 26e                      | 21e        | 49e    | 23e       | 18e        |
| 2021-2022 | 57e                      | 14e        | 90e    | 53e       |            |
| 2022-2023 | 23e                      | 13e        | 34e    | 31e       | 14e        |
| 2023-2024 | 51e                      | nc         | 46e    | 44e       |            |